# Dálnice A12 (Německo)
Dálnice A12, německy Bundesautobahn 12 (zkratka BAB 12), zkráceně Autobahn 12 (zkratka A12), je dálnice na východě Německa. Měří 58 km. Spojuje Berlín se státní hranicí s Polskem, odkud pokračuje jako polská dálnice A2 směrem k Varšavě.
Po celé délce A12 je vedena Evropská silnice E30.